# Colonia el Recinto
Colonia el Recinto är en ort i Mexiko.   Den ligger i kommunen Tula de Allende och delstaten Hidalgo, i den sydöstra delen av landet, 60 km norr om huvudstaden Mexico City. Colonia el Recinto ligger 2 096 meter över havet och antalet invånare är 154.
Terrängen runt Colonia el Recinto är kuperad söderut, men norrut är den platt. Colonia el Recinto ligger nere i en dal. Runt Colonia el Recinto är det ganska tätbefolkat, med 160 invånare per kvadratkilometer. Närmaste större samhälle är Colonia Santa Teresa, 17,7 km sydost om Colonia el Recinto. Trakten runt Colonia el Recinto består i huvudsak av gräsmarker.